# ポッツィッリ
ポッツィッリ（イタリア語: Pozzilli）は、イタリア共和国モリーゼ州イゼルニア県にある、人口約2,300人の基礎自治体（コムーネ）。

## 地理

### 位置・広がり

#### 隣接コムーネ
隣接するコムーネは以下の通り。括弧内のFRはフロジノーネ県、CEはカゼルタ県所属を示す。
- アックアフォンダータ (FR)
- カプリアーティ・ア・ヴォルトゥルノ (CE)
- コンカ・カザーレ
- フィリニャーノ
- モンタークイラ
- モンテロドゥーニ
- ヴェナフロ
- ヴィティクーゾ (FR)

## 行政

### 分離集落
ポッツィッリには、以下の分離集落（フラツィオーネ）がある。
- Camerelle, Collegrotte, Leone, Santa Maria Oliveto, Triverno